# El Limón, Emiliano Zapata
El Limón är en ort i Mexiko.   Den ligger i kommunen Emiliano Zapata och delstaten Veracruz, i den sydöstra delen av landet, 240 km öster om huvudstaden Mexico City. El Limón ligger 1 183 meter över havet och antalet invånare är 317.
Terrängen runt El Limón är kuperad. Runt El Limón är det ganska tätbefolkat, med 120 invånare per kvadratkilometer. Närmaste större samhälle är Xalapa, 9,4 km väster om El Limón. Omgivningarna runt El Limón är en mosaik av jordbruksmark och naturlig växtlighet.